# Ernst Rüesch
Ernst Rüesch, né le 12 juin 1928, et mort le 21 mai 2015 , est un homme politique suisse, membre du Parti radical-démocratique.

## Biographie
Originaire de Gaiserwald, il grandit à Engelberg et devient professeur de l'enseignement secondaire à Rorschach. En 1972, il est élu au gouvernement du canton de Saint-Gall et prend la direction du département de l'instruction publique jusqu'en 1988,. Il est ensuite élu au Conseil des États comme représentant du canton de Saint-Gall entre le 30 novembre 1987 et le 3 décembre 1995.
Dès le 1er janvier 1994, il devient président du conseil de surveillance puis président du conseil d'administration de la société Swiss Life, entre le 30 juin 1997 et le 8 juin 2000, date à laquelle il devient président d'honneur du groupe ; il exerce également la fonction de président du conseil de fondation du Dictionnaire historique de la Suisse entre 1993 et 1996.
Il fait paraître en 1987 un ouvrage intitulé Die Zukunft unserer Milizdemokratie. Referat von Brigadier Ernst Rüesch anlässlich der Truppen-Informationskurse 1987 Felddivision 7 en s'appuyant sur sa fonction de brigadier dans l'armée suisse.